# جيان كارلوس فيسنتي
جيان كارلوس فيسنتي (بالبرتغالية: Jean Carlos Vicente‏) (15 فبراير 1992 في البرازيل - ) هو لاعب كرة قدم برازيلي في مركز الوسط. لعب مع نادي بالميراس.

## وصلات خارجية
- جيان كارلوس فيسنتي على موقع قاعدة بيانات كرة القدم.إي يو (الإنجليزية)
- جيان كارلوس فيسنتي على موقع Soccerway.com (الإنجليزية)